# 크리스티네함

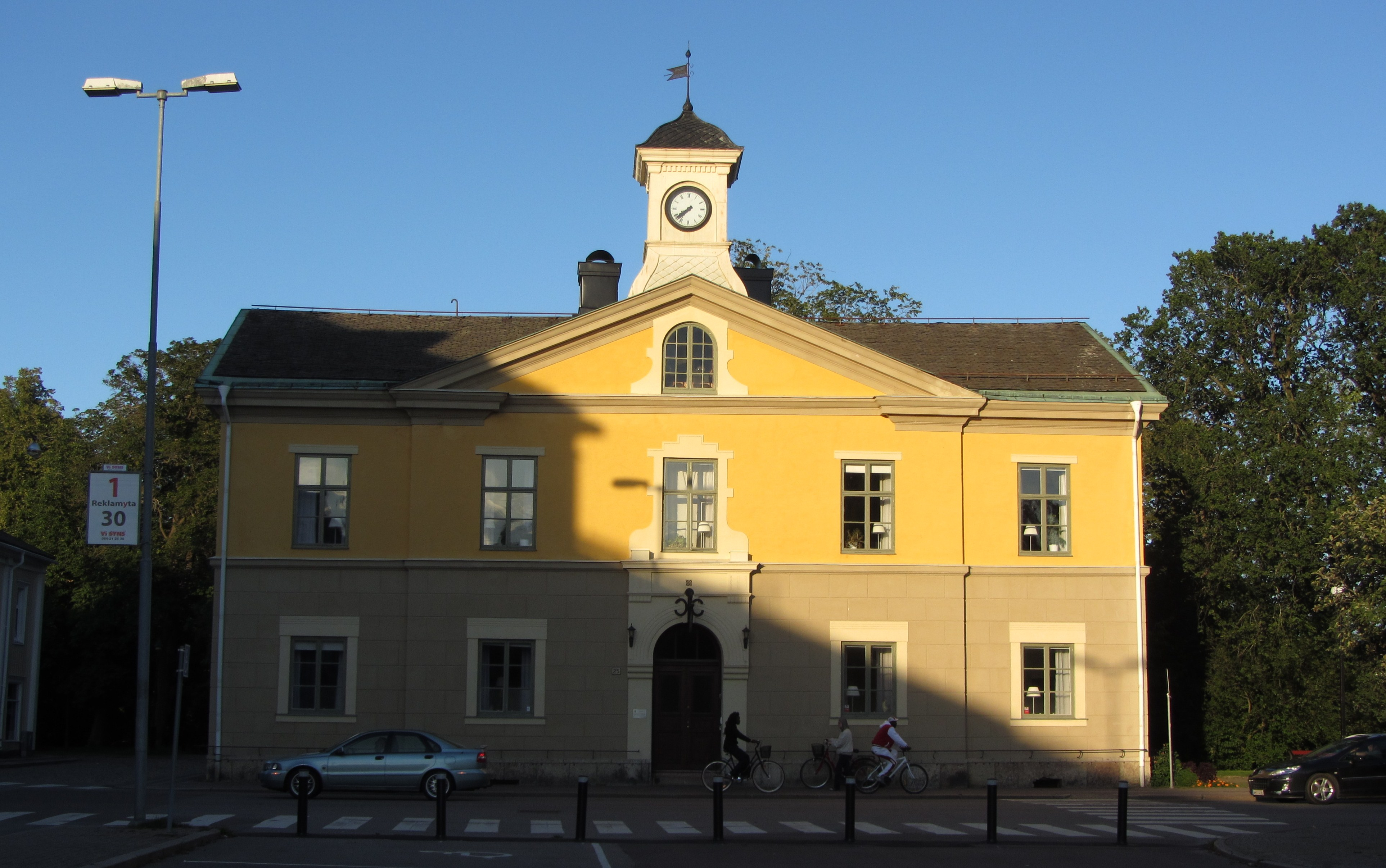
크리스티네함 시청

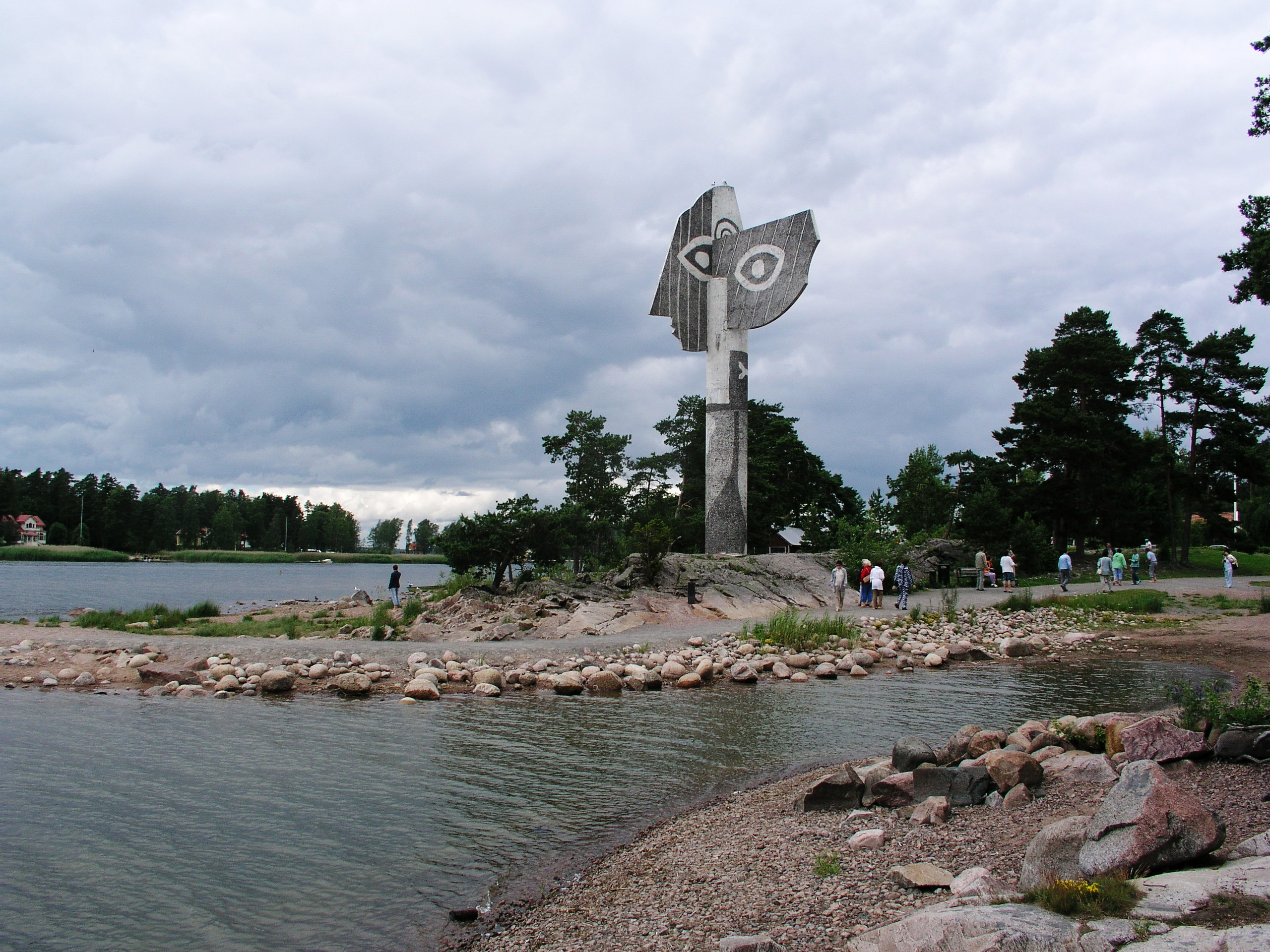
크리스티네함에 위치한 파블로 피카소 조각상

크리스티네함(스웨덴어: Kristinehamn)은 스웨덴 베름란드주의 도시로 크리스티네함시의 행정 중심지이며 면적은 13.36km2, 인구는 17,839명(2010년 12월 31일 기준), 인구 밀도는 1,335명/km2이다.

## 지리
베네른호 연안과 접하며 항만, 철도, 도로 교통의 중심지이다. 인근에 위치한 도시로는 칼스코가, 칼스타드가 있으며 정화하게 오슬로, 스톡홀름, 예테보리의 중간 지점에 위치한다.

## 역사
석기 시대에 바르난강 위에 다리가 건설되면서 마을이 형성되었다. 1642년까지는 '브로'(Broo 또는 Bro)라는 이름으로 불렀는데 이는 스웨덴어로 "다리"를 의미한다. 1582년에 스웨덴 왕실로부터 도시 지위를 부여받았지만 1584년에 도시 지위를 상실했다. 하지만 1642년에 도시 지위를 회복했고 스웨덴의 크리스티나 여왕에서 이름을 따서 지금과 같은 이름으로 바뀌었다.

## 관광지
크리스티네함 인근에는 6세기에 건립된 룬돌 유적이 남아 있다. 1965년에는 베네른호 연안에 스페인의 화가인 파블로 피카소가 제작한 조각상이 건립되었는데 높이가 15m에 달한다.